# Программа «Трайдент»
Данная статья посвящена британской программе ядерного оружия «Трайдент» в целом. Техническое описание ракет «Трайдент I» и «Трайдент II» см. Трайдент (ракета).
Программа «Трайдент» — программа развёртывания и эксплуатации британских сил ядерного сдерживания. Опирается на группу из четырёх ракетных подводных крейсеров стратегического назначения  класса «Вэнгард», вооружённых баллистическими ракетами «Трайдент». Является главным компонентом ядерного оружия Великобритании.  Введена в действие в 1992 году и рассчитана на 25 лет (до 2017).

## Состав и назначение
Группа ПЛАРБ «Трайдент» входит в состав ВМФ Великобритании; базируется в Клайде на западном побережье Шотландии. По крайней мере одна лодка всегда находится в море на боевом дежурстве, что обеспечивает постоянную боевую готовность системы в целом. Согласно положениям действующей программы стратегической безопасности Великобритании, лодки имеют на борту не более восьми ракет, несущих в совокупности 40 термоядерных боеголовок, что существенно ниже технической возможности ПЛАРБ данного типа. Заявленной целью программы является «минимально необходимый уровень ядерного сдерживания, как крайнее средство для предотвращения наиболее серьезных угроз».
Система «Трайдент» является заменой системы ядерного сдерживания «Поларис», действовавшей в период с 1968 по 1996 год. В настоящее время ведётся работа над проектом замены системы «Трайдент» системой нового поколения.